# El cartel
El cartel (ou também El cartel de los sapos) é uma série colombiana produzida e exibida pela Caracol Televisión entre 4 de junho de 2008 e 17 de novembro de 2010. 
A história é baseada no livro El cartel de los sapos, escrita pelo ex-narcotraficante Andrés López López. 
A primeira temporada foi protagonizada por Manolo Cardona, interpretando Martín González , na vida real conhecido por Andrés López López. Já a segunda temporada por protagonizada por Diego Cadavid, interpretando Pepe Cadena, o melhor amigo de Martín.

## Sinopse

### Primeira Temporada
A série começa com Martin González contando sua história da prisão, lembrando quando tinha quinze anos e sua mãe trabalhou no Estados Unidos para enviar dinheiro. Martin pede a seu melhor amigo Pepe Cadena ( Diego Cadavid ) para levar você para onde seu irmão mais velho Oscar Cadena ( Fernando Solorzano ), também conhecido como Don Oscar - que no momento é o comandante supremo do Pacífico Cartel - para entrar no negócio.
Martin começa a partir de baixo, a partir dos chamados "cozinhas"; ir trabalhar todos os dias depois da escola. Aqui ele permaneceu por cinco anos, mas, em seguida, tornou-se o tamanho de um traficante maior, sendo uma pessoa-chave no negócio, ele era conhecido pelo apelido de "Shortcake".
Quando o máximo chefão da máfia colombiana , Pablo Escobar , foi assassinado (em 1993), sai o novo cartaz, o cartaz do Pacífico, com o líder do Oscar Cadena, que manteve uma amizade e negócios com Martin Gonzalez, que se tornou rico.
Martin se apaixona por Sofía ( Karen Martinez ), que se encontra a ele para que ele não descubra a origem de sua riqueza. No entanto, quando ela descobre, ela coloca Martin de escolher entre ficar com ela ou permanecer no negócio. É quando Martin pede "Don Oscar" se você poderia sair do negócio, o que o chefe respondeu que se ele quer viver tem que ser "vida inteira narco".
Oscar, em parceria com o coronel Ramiro Gutierrez (Alberto Palacio), ajuda a polícia colombiana para acabar com o Cartel del Sur. Oscar Ramiro convence que vêm com a promessa de uma redução da pena. Antes de se render, Don Oscar ordena seu irmão Pepe e Martin ir para Miami . Martin e Pepe começam a do território americano , Martin agora com sua esposa Sofia e seus filhos .
Martin Gonzalez está contando sua história, a render-se à DEA e como ele se tornou um informante , ou "sapo" no jargão no tráfico de drogas; e, em seguida, ele passou um tempo na prisão até sua libertação, ao mesmo tempo que narra os acontecimentos na Colômbia. Assim, a série se desdobra entre rivalidades entre os personagens, traições, prisões e mortes violentas, mostrando a realidade do perigoso mundo do tráfico de drogas; até que, finalmente, quase todo mundo que começou como importante cartel narcos terminar até serem mortos ou presos, deixando apenas conhecido como "Don Mario" e Milton apelido Jimenez "El Cabo", como os mais poderosos barões da droga da Colômbia, que em o tempo foi a guerra declarada .

### Segunda Temporada - A guerra total
Neste, Martin Gonzalez terminou a sua versão da história sobre os cartéis de drogas, e é agora Pepe Cadena quem tomou a palavra para dizer o que aconteceu durante os próximos quatro anos: como ele saiu da prisão em Nova York com pretexlombia e, finalmente, o tempo foi novamente preso e encarcerado.
Tal como na primeira temporada, ele roda o mundo sangrenta do tráfico de drogas, mostrando a guerra sangrenta travada entre "Don Mario" e "Cabo", até que eles decidem fazer as pazes por conveniência; traições, negócios e perseguições, misturados com os mesmos elementos de ação, amor, conflitos familiares e momentos de comédia que o caracterizam. Desta vez, os chefões dos cartéis mexicanos da droga, que fazem negócios com "Don Mario" e "Cape" também são mostrados; e desde o início da série, adquirir mais proeminência agentes da DEA e suas operações para finalmente capturar a maioria dos traficantes de drogas.
É produzido dessa maneira, uma contagem de eventos nas vidas daqueles que alguns eram os chefões do tráfico mais poderosos, "Cabo", "Don Mario", "rosquinha", "Lollipop" Amparo Cadena, "Caliche" paramilitares apelidado de "El Pariente" e vários outros de seus parentes; além de que procurou buscar e trazê-los à justiça, a fim de desmantelar os cartéis de drogas no México e na Colômbia, assim como o prefeito Madero "A caça narcos" e seu subordinado tenente Calero, Sam Mathews agente ou agente mexicana Lilian Young.
A temporada termina com uma reflexão de Pepe sobre o perigo de entrar no mundo do tráfico de drogas, tanto para um indivíduo e suas famílias, para, mais uma vez, quase todos acabam até ser preso pela DEA e alguns mortos por razões de vingança ou empresas ; as últimas mortes, sendo o principal acompanhante "Cabo" e também o irmão e filho, que termina -se a chorar e tomado refúgio na Venezuela depois de fingir sua morte.

## Elenco
| Personagem                                    | Ator                                                             | Nome real                                        |
| --------------------------------------------- | ---------------------------------------------------------------- | ------------------------------------------------ |
| Martín González Mora- 'Fresita'               | Manolo Cardona                                                   | Andrés López López - el Florecita                |
| Sofía Castro de González (esposa de Martín)   | Karen Martínez                                                   | María del Socorro Patiño                         |
| Milton Jiménez - El cabo                      | Robinson Díaz                                                    | Wílber Alirio Varela - Jabón                     |
| Pepe Cadena                                   | Diego Cadavid                                                    | Fernando Henao - El Grillo                       |
| Oscar Cadena                                  | Fernando Solórzano                                               | José Orlando Henao Montoya- el Hombre del Overol |
| Álvaro José Pérez - Guadaña                   | Julian Arango                                                    | Luis Ocampo Fómeque - Tocayo                     |
| Amparo Cadena (esposa de Julio)               | Sandra Reyes                                                     | Lorena Henao Montoya                             |
| John Mario Martínez - Pirulito                | Juan Pablo Raba (1.ª temporada) Camilo Sáenz (segunda temporada) | Juan Carlos Ramírez Abadía - Chupeta             |
| Julio Trujillo                                | Fernando Arévalo                                                 | Ivan Urdinola Grajales - el Enano                |
| Conrado Cadena - El mocho                     | Álvaro Rodríguez                                                 | Arcángel Henao - el Mocho                        |
| Alfonso Rendón - Anestesia                    | Andrés Parra                                                     | Carlos Zapata - el Médico                        |
| Humberto Paredes - Humber                     | Juan Ángel                                                       | Efraín Hernández - Don Efra                      |
| Samuel Morales                                | Luis Alfredo Velasco                                             | Miguel Solano - Miguelito                        |
| Mario Lopera - Don Mario                      | Santiago Moure                                                   | Diego Montoya - Don Diego                        |
| Gonzalo Tovar - Buñuelo                       | Juan Carlos Arango                                               | Hernando Gómez - Rasguño                         |
| Apolinar S. Santilla - el Negro Santilla      | Elkin Córdoba                                                    | Jorge E. Asprilla - El negro Asprilla            |
| Eliana Saldarriaga de Cadena (esposa de Pepe) | Juliana Galvis                                                   | Cristina Santana                                 |
| Juanita Marín de Tejada                       | Nataly Umaña                                                     | Natalia París Gaviria                            |
| Juliana Morales León                          | Natalia Betancurt                                                | Rosario Molano o Santibañez                      |
| Agente Sam Mathews                            | John Gertz                                                       | Agente Romedio Viola (DEA)                       |
| El Ovejo                                      | Harold Córdoba                                                   | Óscar Varela García - Capachivo                  |
| Fermín Urrego - el Tigre                      | Waldo Urrego                                                     | Víctor Patiño Fómeque - la Fiera                 |
| Cdte Ramiro Gutiérrez                         | Alberto Palacio                                                  | Cnel Danilo González                             |
| David Paz                                     | Armando Gutiérrez                                                | Baruch Vega - el Fotógrafo                       |
| Hugo de la Cruz                               | Pedro Mogollón                                                   | Hélmer Herrera - Pacho Herrera                   |
| Gral. Javier Ibarra                           | Germán Quintero                                                  | Gral. Rosso Jose Serrano                         |
| Emmanuel Villegas                             | Victor Cifuentes                                                 | Gilberto Rodríguez Orejuela                      |
| Leonardo Villegas                             | Hermes Camelo                                                    | Miguel Rodríguez Orejuela                        |
| Ignacio Nacho Sotomayor                       | Néstor Alfonso Rojas                                             | José Santacruz Londoño                           |
| Manny                                         | Andrés Toro                                                      | Novio de Hélmer Herrera                          |
| Tulio de la Cruz - Doble Rueda                | Alberto Barrero                                                  | José Manuel Herrera - el Inválido                |
| Pedro Tejada - Revolver                       | Jimmy Vásquez                                                    | Julio Correa - Julio Fierro                      |
| Susana de Cadena                              | Carolina Cuervo                                                  | —                                                |
| Francisco José Trujillo                       | Mauricio Vélez                                                   | Luis Alberto Urdinola Grajales                   |
| Silvio Méndez                                 | Joavany Álvarez                                                  | —                                                |
| Caremico                                      | Christian Tappan                                                 | Orlando Sánchez Cristancho - Trompa de Marrano   |
| Kevin - Kevin Izquierdo                       | Juan Calderón                                                    | Richard Martínez                                 |
| Guillermo Polo - Guillo                       | Dorian Keller                                                    | —                                                |
| Ita                                           | Consuelo Luzardo                                                 | —                                                |
| Perla González Mora                           | Carolina Lizarazo                                                | —                                                |
| Ana de Morales                                | Tania Falquez                                                    | —                                                |
| René Zamudio                                  | Federico Rivera                                                  | —                                                |
| Giselle                                       | Angeline Moncayo                                                 | —                                                |
| El Contador                                   | Mauricio Navas                                                   | - el Secre.                                      |
| Omar Godoy - Navaja                           | Rodolfo Silva                                                    | Juan Carlos Ortiz - Cuchilla                     |
| Adolfo Aguilar (chefe de Las AUC) - El Halcón | Mauricio Mejía                                                   | Carlos Castaño                                   |
| Belinda (amiga de Juanita)                    | Linda Lucía Callejas                                             | —                                                |
| Soledad de Cadena (esposa de Óscar)           | Majida Issa                                                      | —                                                |
| Myriam de Saldarriaga (mãe de Eliana)         | Rita Bendeck                                                     | —                                                |
| Gargajo                                       | Rafael Uribe Ochoa                                               | —                                                |
| Señuelo (escolta e condutor de Eliana)        | John Alex Toro                                                   | —                                                |
| Cristián                                      | Julio Ocampo                                                     | —                                                |
| Jonathan de la Cruz                           | Roberto Marín                                                    | Álvaro Herrera                                   |
| Israel de la cruz                             | Héctor García                                                    |                                                  |
| 'Lagartija'                                   | Johnny Acero                                                     |                                                  |
| William Torres                                | Nelson Tallaferro                                                | —                                                |
| Gral. Jorge Millán                            | Julio Correal                                                    |                                                  |
| Steven Douglas                                | Brandon Fokken                                                   |                                                  |
| Dirección Artística                           | ZMGROUP                                                          | Alex Tico                                        |

| Personagem                                                  | Ator                    | Nome Real                                     |
| ----------------------------------------------------------- | ----------------------- | --------------------------------------------- |
| Andrea Negrete - La Mera Mera o la Reina                    | Patricia Manterola      | Sandra Ávila - la Reina del Pacífico          |
| Raimundo Salgado - Antenas                                  | John Alex Toro          | Ramón Oliveros - 'Parabólica'                 |
| John "El Gringuete John"                                    | Luis Eduardo Arango     | William Tamayo Hernández - Mazinger           |
| Diego Casas - Caliche                                       | Carlos Mario Echavarría | Luis Fernando Lopera - Casadiego              |
| Victoria "Vicky" Puerta                                     | Carolina Guerra         | Yovanna Guzmán                                |
| Holger Prado "El Puma"                                      | Víctor Mallarino        | Juan Diego Espinoza - El Tigre                |
| El primo                                                    | Luis Fernando Montoya   | Carlos Alberto Renteria - Beto                |
| Mayor Luis Madero "El Caza Narcos" (Unidade Antinarcóticos) | Alejandro Martínez      | Mayor Elkin Leonardo Molina Aldana            |
| María Luisa Higuera (Amante de "Caliche")                   | Margarita Muñoz         | —                                             |
| Capitão Harvey Racines                                      | Tommy Vásquez           | Pedro Pineda - Pispis                         |
| Rodolfo Guillate "El Rockie"                                | Juan Sebastián Aragón   | —                                             |
| Agente Lilian Young (DEA)                                   | Michelle Manterola      | —                                             |
| El mariachi de "El piloto"                                  | Gustavo Ángel           | —                                             |
| Johanna Lesmes                                              | Angélica Blandon        | —                                             |
| Aracely, Tía de Johanna                                     | Marcela Agudelo         | —                                             |
| Blanca (Esposa de Racines)                                  | Paola Dulce             | —                                             |
| Lina María Acevedo (amor de "Don Mario")                    | Andrea Noceti           | Paula Andrea Betancourt                       |
| Larissa Márquez de Casas (esposa de "Caliche")              | Paula Barreto           | Gloria Patricia Gómez Osorio                  |
| Antonio Villegas                                            | Jhonny Rivera           | Sigifredo Rodríguez Orejuela                  |
| Zully Carmona                                               | Diana Hoyos             | Nancy Cadavid                                 |
| Olga de Martinez(esposa de "Pirulito")                      | Patricia Castañeda      | Yessica Paola Rojas Morales                   |
| Agente Katherine (DEA)                                      | Paulina Gálvez          | —                                             |
| Agente Peter McAllister (DEA)                               | Anthony Guzmán          | Agente Terry Cole (DEA)                       |
| Oliver Carmona o García (esposo de Zully)                   | Ramiro Sandoval         | —                                             |
| Patricia Carmona                                            | Sandra Guzmán           | Libia Cadavid                                 |
| XL                                                          | Ramón Medina            | José Luis Ledezma - el JL                     |
| Wilson Gamboa "Paredón"                                     | Joltzman Núñez          | Carlos Arturo Patiño - Patemuro               |
| Pedro "El Manteco"                                          | Ulíses González         | Weimar Pérez - Grasoso                        |
| Teniente Calero                                             | Julián Álvarez          | —                                             |
| Juan B. Guillén "O Piloto"                                  | Esteban Franco          | Amado Carrillo - el Señor de los Cielos       |
| El Golfo                                                    | Guillermo Quintanilla   | Miguel Félix Gallardo - el Padrino            |
| Sebastián Bonera                                            | Carlos Humberto Camacho | —                                             |
| Farid Duarte                                                | Ismael Barrios          | —                                             |
| Jaime Vélez - el Pajarraco                                  | Bernardo García         | Carlos Robayo - Guacamayo                     |
| Weimar Castro - Caremotor                                   | Carlos Sánchez          | Wenceslao Caicedo - el Señor de la Motosierra |
| Milton de Jesús Jiménez "Jimenito"                          | Juan Hugo Cárdenas      | Wilber Felipe Varela Camacho - Varelita       |
| Luisinho                                                    | Bárbaro Marín           | Fernandinho Beira-Mar                         |
| El Pariente                                                 | Manuel Gómez            | Carlos Mario Jiménez - Macaco                 |
| Lucía                                                       | Mónica Franco           | —                                             |
| Abogado Eddy Doménico                                       | Gilberto Reyes          | —                                             |
| Doctor Rayo                                                 | Carlos Serrato          | Doctor Wilfrido Barrios Chavez                |
| Joyce                                                       | Viña Machado            | Jacqueline Alcântara Morais                   |
| Agente Navarro                                              | D'Michael Haas          | —                                             |
| Agente DEA                                                  | Ilja Rosendahl          | —                                             |
| Julián Levy                                                 | Guy Davidyan            | —                                             |
| Escolta de "El Golfo"                                       | Carlos Arrechea         | —                                             |

## Filme
Devido a popularidade que a serie alcançou na televisão, se realizou El Cartel de los Sapos - O Filme, que conta a historia sobre a ascensão de Martín González na parte ativa e vital do perigoso Cartel del Norte del Valle. A versão cinematográfica conta com mudanças em relação à versão televisiva, mesmo mantendo o elenco original: a Manolo Cardona como protagonista, Diego Cadavid, Robinson Díaz, Julián Arangó, Andres Parra, Fernando Solórzano e Juan Pablo Raba entre outros novos.
O filme estreou na Colômbia em 28 de setembro de 2012 e contou com a direção de Carlos Moreno e adaptação de Luis Berdejo e uma vez más, Juan Camilo Ferrand e Andrés López.